# In Acht und Bann
In Acht und Bann ist eine Komödie in einem Akt von Christoph Hein, die am 29. April 1999 im Deutschen Nationaltheater Weimar unter der Regie von Katja Paryla uraufgeführt wurde. Der Text erschien im selben Jahr innerhalb der Sammlung „Christoph Hein. Stücke“ im Aufbau-Verlag Berlin. 
Der Zuschauer erlebt eine Freistunde im Gefängnishof. Das Stück ist die Fortsetzung von „Die Ritter der Tafelrunde“, einer Komödie Heins aus dem Jahr 1989.

## Inhalt

### Handlung
Das Artus-Reich ist nicht mehr. Ministerpräsident Mordret, diese Marionette Klingsors, regiert das Nachfolgereich, eine Demokratie. Der neue Herrscher hat die Ritter der Tafelrunde – Repräsentanten der abgelebten Diktatur – eingesperrt. Für ihre Verbrechen haben alle Inhaftierten lebenslänglich bekommen und sitzen seit mindestens über einem Jahr. Nur Parzival, dieser Verräter, hat vor Gericht nicht dichtgehalten und ist mit zwanzig Jahren davongekommen. Keie, Lancelot und Orilus tun hinter den unüberwindlichen Mauern der Zitadelle so, als wäre nichts gewesen. Man fühlt sich nicht schuldig. In einer Sitzung ihrer hinter Gittern selbst ernannten „Regierung“ beantragen die drei Häftlinge bei der Gefängnisleitung einen Dienstwagen für ihr Drei-Mann-Rumpfkabinett. Die drei Gefangenen bereiten sich verbissen auf die neuerliche Machtübernahme im Lande vor. Artus hingegen, der Hauptschuldige, ist über den Untergang seines Reichs heilfroh. Als ihm Uta, eine nette Krankenschwester, die den Gefangenen täglich den Blutdruck misst, eine Botschaft ihres Sohnes Ekkehard überbringt, will er das Angekündigte nicht mehr erleben und verlangt eine größere Menge Schlaftabletten. Denn das Befreiungskommando ‚Artus‘ der Jungen Ritter stellt eine Unternehmung in Aussicht.
Parzival züchtet täglich in der Freistunde im sehr schattigen Innenhof der Zitadelle hübsche Blumen; legt ein Beet an, auf dem es übers ganze Jahr blühen soll. Artus wendet sich von der demokratische Tugenden übenden „Regierung“ ab und ist mit honetter Geste dem stillen Blumenzüchter behilflich. Die Frauen erfreuen sich draußen der Freiheit. Orilus hat Jeschute ausrichten lassen, dass er gläubiger Christ geworden ist. Er will sich mit Jeschute im Nachhinein kirchlich trauen lassen. Artus liebt Ginevra immer noch. Diese lebt in Merveille, dem Schloss der hundert Frauen. Parzival hofft, eher herauszukommen. Er ist schon für drei Aufsichtsratsposten nominiert.
Die tägliche Freistunde im Innenhof der Zitadelle neigt sich ihrem Ende zu. Die fünf Häftlinge werden in ihre Zellen zurückmüssen.

## Form
Die drei garstigen alten Männer Keie, Lancelot und Orilus geifern unausgesetzt über die Demokratie draußen in der Freiheit. Das Schimpfen über die Medien, denen man leider nicht den Mund verbieten kann und die Diskussion über „das Elend des Volkes“ klingen mit der Zeit wie verspätete bittere Wendepolemik.
Die bekannten Heinschen Anachronismen dürfen auch in dieser Geschichte aus dem Mittelalter nicht fehlen: Zeitung, Aktenordner, Kabinett, Klingelzeichen, Café, Gefängnisleitung, Ministerium, Weltbank, Internationaler Währungsfonds, Konzern, Regierungsprogramm, Staatsschutz, Medien, Film und Fernsehen. Dazu kommen komische Verdrehungen. Als sich zum Beispiel das kleine „Kabinett“ in ungewohnten demokratischen Prozeduren übt, klammert es sich an das „Kleine Handbuch für Volksvertreter“ von Immanuel Morus. Den gibt es nicht. Vermutlich soll der Zuschauer Kant und Morus assoziieren.
Manche Fremdwörter schreibt Hein mit leichter Hand hin, wie zum Beispiel Katastrofe, Blasfemie und filantropisch.

## Interpretation
Klingsor aus dem Westen: Wurden die Ritter der Tafelrunde bereits 1989 von manchem Zuschauer als Abbild der Mächtigen in der DDR gesehen, so spricht sich Hein zehn Jahre danach ein wenig deutlicher zu dem Betreff aus. Im Artus-Reich (sei es einmal so etwas wie die DDR) habe es 23 Minister gegeben. Der erklärte Feind der Gralsritter war schon immer Klingsor. Aus allem bisher Gesagten fällt das Zusammenreimen jenem Zuschauer nicht sehr schwer. Klingsor steht in beiden zusammengehörigen Komödien für den „Herrscher“ in der bösen BRD.

### Textausgaben
Verwendete Ausgabe
- „In Acht und Bann“. S. 85–127 in: Christoph Hein: Stücke: Bruch. In Acht und Bann. Zaungäste. Himmel auf Erden. 192 Seiten. Aufbau-Verlag, Berlin 1999 (1. Aufl.), ISBN 3-351-02891-1